# Transports dans les Pyrénées-Orientales

Les transports dans le département français des Pyrénées-Orientales possèdent des caractéristiques très différentes selon la micro-région considérée. Dans l'est du département, Perpignan est placée sur un axe de circulation essentiel en Europe : des flots importants de voyageurs et de marchandises franchissent la frontière franco-espagnole dans le département, principalement par voie routière sur l'autoroute A9. Perpignan est également un pôle de centralité pour les différentes petites agglomérations de l'est du département, auquel celles-ci sont reliées par plusieurs voies rapides périurbaines. En revanche, l'ouest du département, peu peuplé et au relief marqué, apparaît assez isolé, la route nationale 116 et le Train jaune constituant ses voies d'accès presque uniques.

## Transport routier

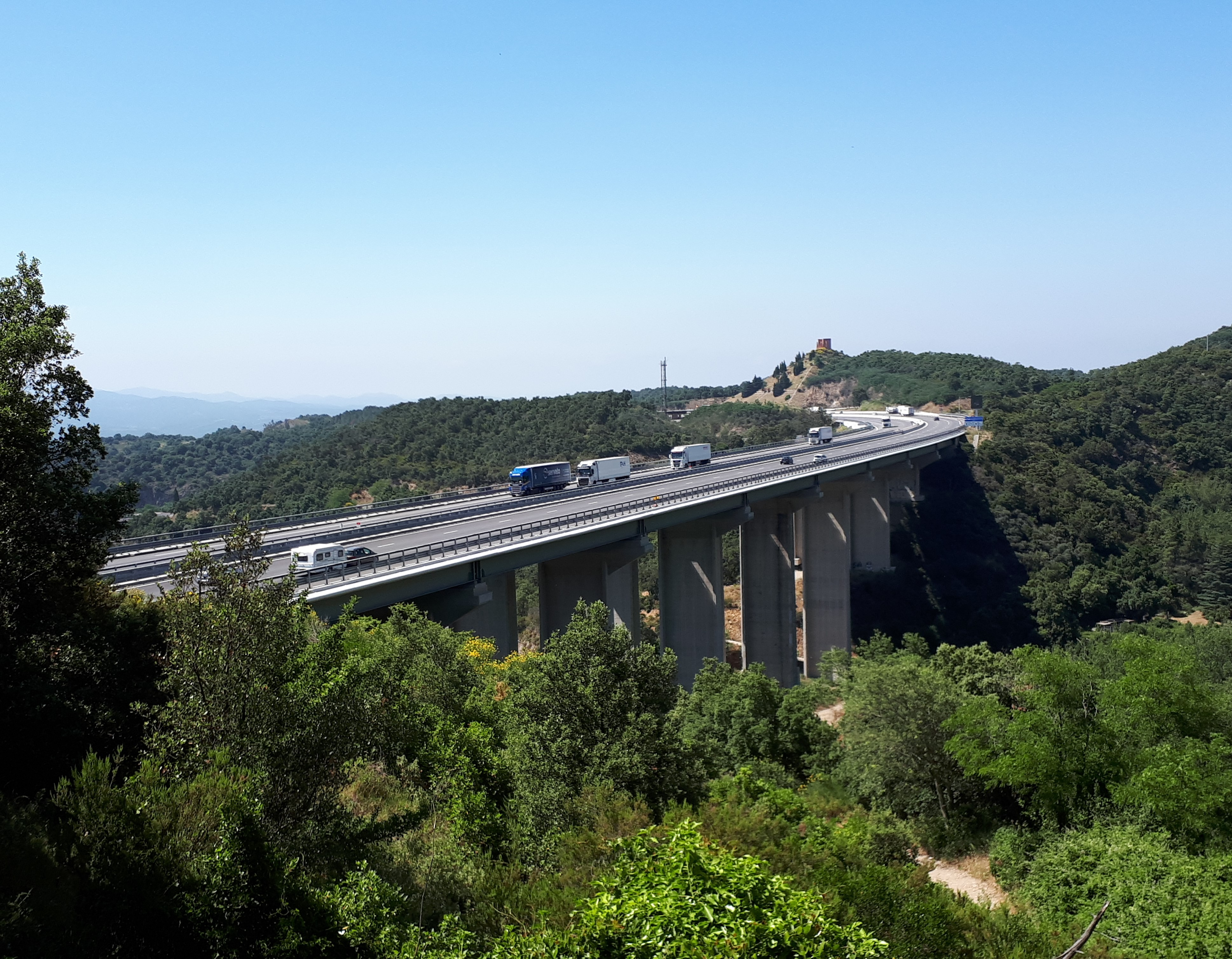
Le viaduc de Rome sur l'autoroute A9, au niveau du col du Perthus à la frontière franco-espagnole.

### Infrastructures routières
Le principal axe du département est l'autoroute A9, qui relie la vallée du Rhône à la Catalogne via Perpignan. Avec 34 000 véhicules/jour à la frontière en 2019 (45 000 véhicules/jour entre Narbonne et Perpignan), le col du Perthus est le premier point de passage routier entre la France et l'Espagne, juste devant l'autoroute autoroute A63 dans le Pays basque.
La route nationale 116, qui remonte la vallée de la Têt, constitue la principale liaison entre Perpignan et l'ouest du département, montagneux et peu peuplé. À 2x2 voies jusqu'à Ille-sur-Têt, son trafic décline en-dessous des 10 000 véhicules/jour à l'ouest de Prades. Elle rejoint en Cerdagne la route nationale 20, qui relie Toulouse à la frontière espagnole par le tunnel routier du Puymorens. L'autre axe important de moyenne montagne est la route départementale 115 (ex-route nationale 115), qui remonte la vallée du Tech vers Prats-de-Mollo-la-Preste.
L'existence de plusieurs petites agglomérations dans la plaine côtière du département, échangeant un trafic périurbain important avec Perpignan, explique la mise à 2x2 voies de plusieurs voies d'importance locale : la route départementale 83 vers Saint-Laurent-de-la-Salanque et Le Barcarès, la route départementale 617 vers Canet-en-Roussillon et la route départementale 914 vers Elne et Argelès-sur-Mer.

### Transport collectif de voyageurs
Le réseau départemental Le bus à 1 € a été remplacé en septembre 2018, à la suite de la loi NOTRe, par le réseau régional Lignes intermodales d'Occitanie (liO).
Ce réseau, dans le département des Pyrénées-Orientales, comporte une quarantaine de lignes d'autocars, principalement au départ de Perpignan.

## Transport ferroviaire

### Historique

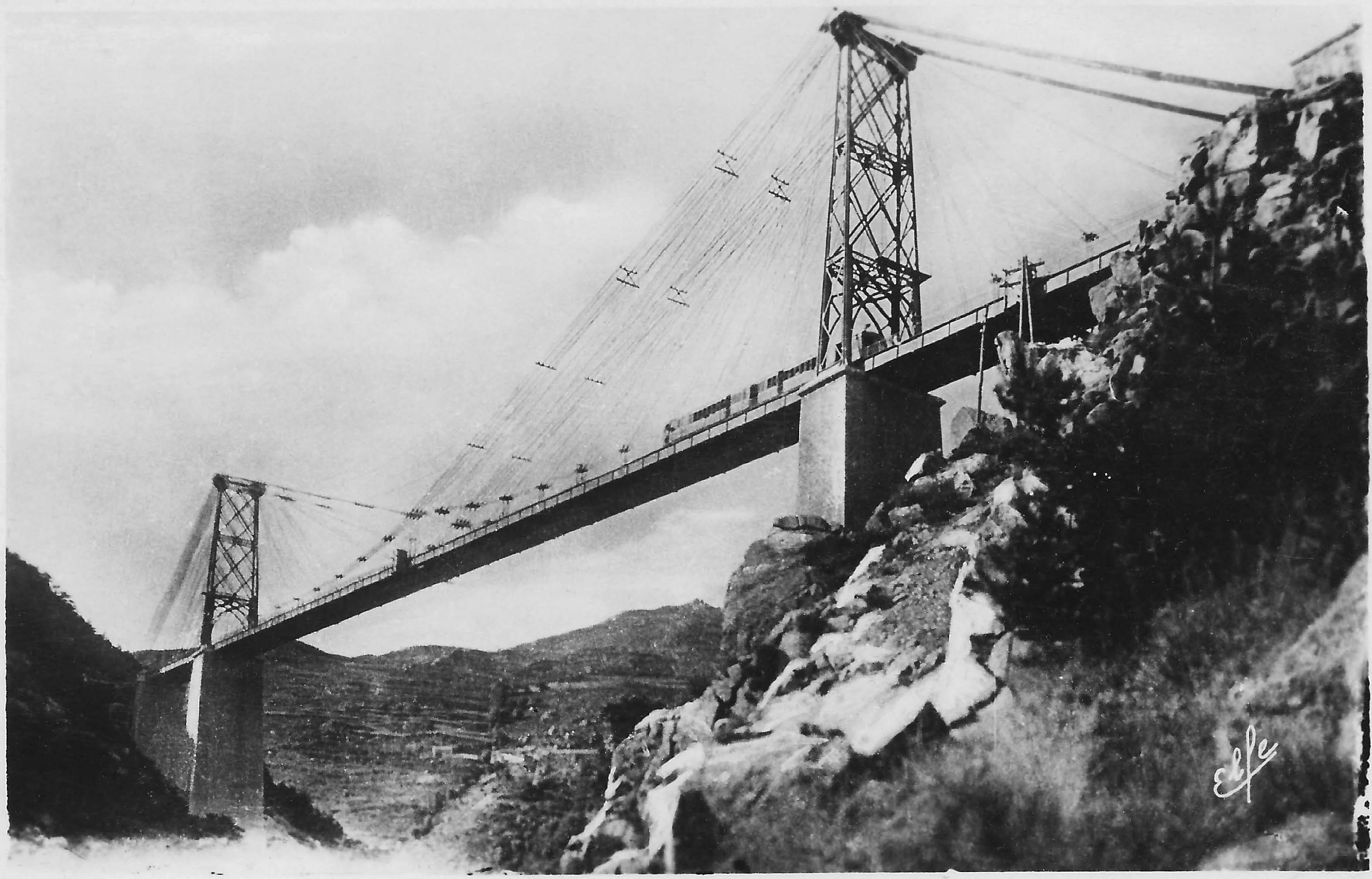
Le pont Gisclard sur la ligne de Cerdagne, dans les années 1910.

Si le chemin de fer en provenance de Narbonne atteint Perpignan dès 1858, ce n'est que vingt ans plus tard, à l'issue de plusieurs prolongements, que la jonction avec le réseau espagnol est opérée en gares de Cerbère et Port-Bou. Le réseau d’intérêt général a été développé dans le département par la Compagnie des chemins de fer du Midi et du Canal latéral à la Garonne (Midi). À la fin du XIXe siècle, le chemin de fer d’intérêt général atteignait la plupart des villes et bourgs de l'est et du centre du département, dont Amélie-les-Bains, Argelès-sur-Mer, Arles-sur-Tech, Banyuls-sur-Mer, Le Boulou, Céret, Elne, Ille-sur-Têt, Millas, Perpignan, Prades, Rivesaltes et Salses-le-Château ; la Cerdagne et le Fenouillèdes en revanche restaient inaccessibles en train.
Pour désenclaver la Cerdagne, deux lignes d'intérêt général aux caractéristiques exceptionnelles sont construites au début du XXe siècle : la ligne de Cerdagne ou « Train jaune », à voie métrique électrifiée par troisième rail, qui possède le point le plus élevé du réseau ferré national (1 592 m au col de la Perche), et la partie méridionale de la ligne de Portet-Saint-Simon à Puigcerda (frontière), dont le tunnel du Puymorens était lors de sa construction le deuxième plus long entièrement situé en France (5 414 m). La ligne de Carcassonne à Rivesaltes, qui dessert le Fenouillèdes à partir de 1901-1904, possède des caractéristiques beaucoup plus communes.
Les Pyrénées-Orientales ont également été desservies à partir de 1910 par le réseau de chemins de fer d’intérêt local de la Compagnie des chemins de fer des Pyrénées-Orientales. Le CFPO reliait Perpignan au Barcarès, à Baixas et à Thuir, et Arles-sur-Tech à Prats-de-Mollo et Saint-Laurent-de-Cerdans. Ce réseau a disparu dans les années 1950 (sauf la ligne de Thuir reprise par la SNCF jusqu'aux années 1980).
La ligne de Narbonne à Port-Bou (frontière), qui ne possédait pas les fortes rampes ayant justifié l'électrification précoce d'une partie du réseau du Midi, n'est électrifiée qu'au début des années 1980. En 2010, la ligne de Perpignan à Figueras permet d'accélérer les liaisons à grande vitesse vers l'Espagne, Perpignan étant désormais desservie par des TGV Paris-Barcelone.
|                                             |
| Le réseau ferroviaire à son apogée en 1930. |

|                                     |
| Le réseau ferroviaire de nos jours. |

|                                                    |
| Carte animée de l’évolution du réseau ferroviaire. |

### Situation actuelle

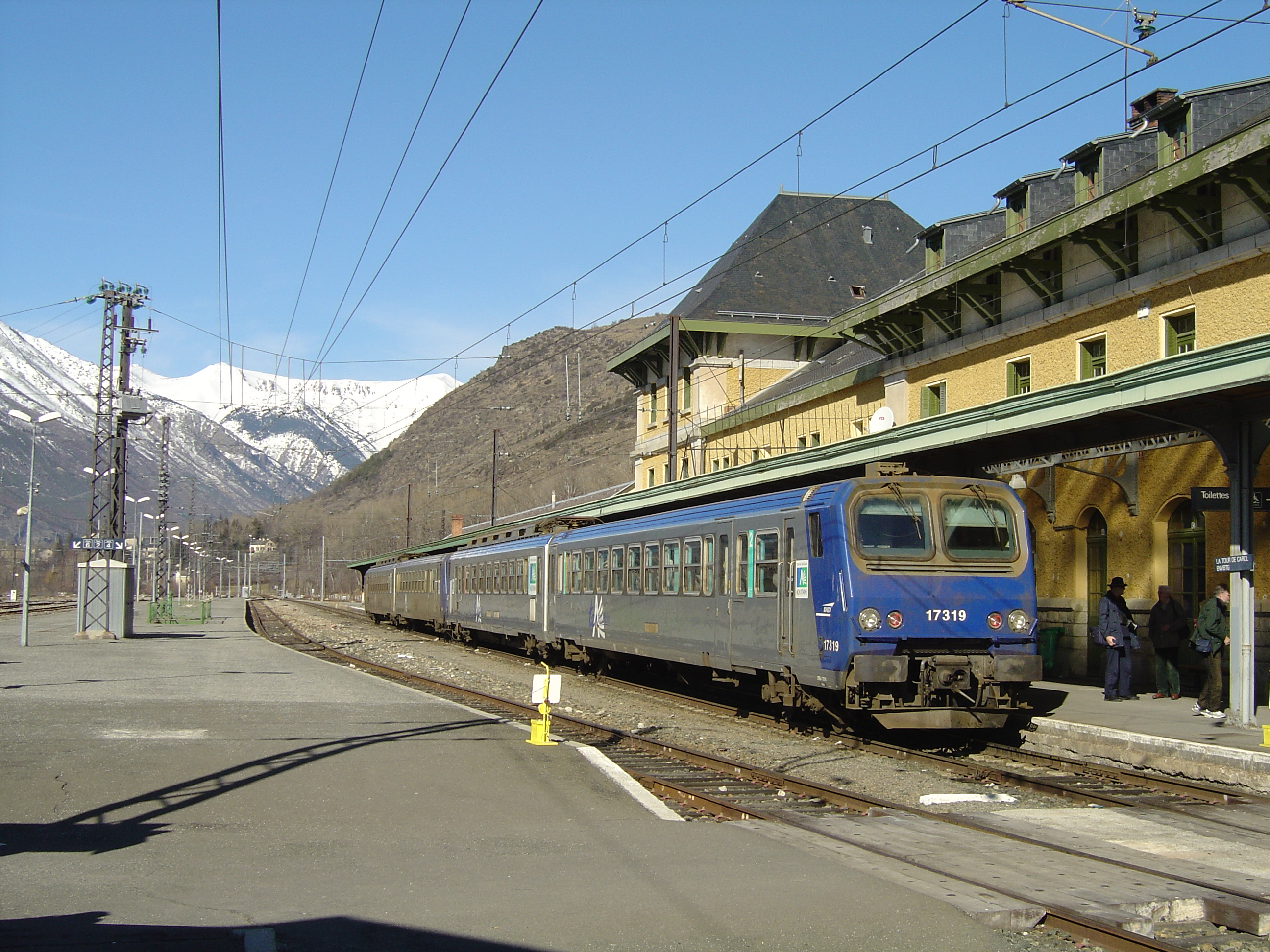
La gare de Latour-de-Carol - Enveitg, à 1231 mètres d'altitude.

La principale gare de voyageurs est la gare de Perpignan, avec une fréquentation annuelle de 1 390 000 voyageurs en 2019. Cette gare est notamment desservie par des TGV inOui la reliant à Paris (certains sont prolongés vers Barcelone) et des TER Occitanie (liO).
Les principales lignes ferroviaires sont la ligne de Narbonne à Port-Bou (frontière), l'une des deux principales lignes reliant la France à l'Espagne avant l'essor des trains à grande vitesse, et la LGV Perpignan-Figueras qui double la première au sud de Perpignan — et dont le trafic ne dépasse pas deux allers-retours voyageurs quotidiens depuis fin 2022. Il existe un projet de ligne nouvelle Montpellier - Perpignan, dont la réalisation est envisagée à long terme.
À l'ouest de Perpignan, la ligne de Perpignan à Villefranche - Vernet-les-Bains, et la ligne de Cerdagne (« Train jaune » à écartement métrique, inscrit sur la liste indicative du Patrimoine mondial) qui la prolonge, ont un caractère essentiellement régional. La ligne de Cerdagne rejoint la ligne de Portet-Saint-Simon à Puigcerda (frontière) en gare de Latour-de-Carol - Enveitg ; celle-ci, située à proximité de la frontière espagnole, est l'une des rares gares au monde à posséder trois écartements et trois tensions d'alimentation différentes.

## Transport maritime
Le port de Port-Vendres est le second port fruitier de Méditerranée.

## Transport aérien
L'aéroport de Perpignan-Rivesaltes est, avec 448 000 passagers en 2019, le quatrième aéroport le plus fréquenté d'Occitanie. Il est relié à une dizaine de destinations françaises, européennes et méditerranéennes par les compagnies Ryanair, Transavia France, Aer Lingus et Volotea.
Secondairement, notamment depuis l'ouest du département et par le tunnel d'Envalira, l'aéroport Andorre–La Seu d'Urgell est proche avec une liaison régulière vers Madrid et des vols charters.

## Transports en commun urbains et périurbains
Perpignan Méditerranée Métropole, la commune d'Argelès-sur-Mer et la commune de Sorède sont autorités organisatrices de la mobilité sur leur territoire et organisent des services de transport dans leur ressort territorial.

### Réseau de la communauté urbaine de Perpignan

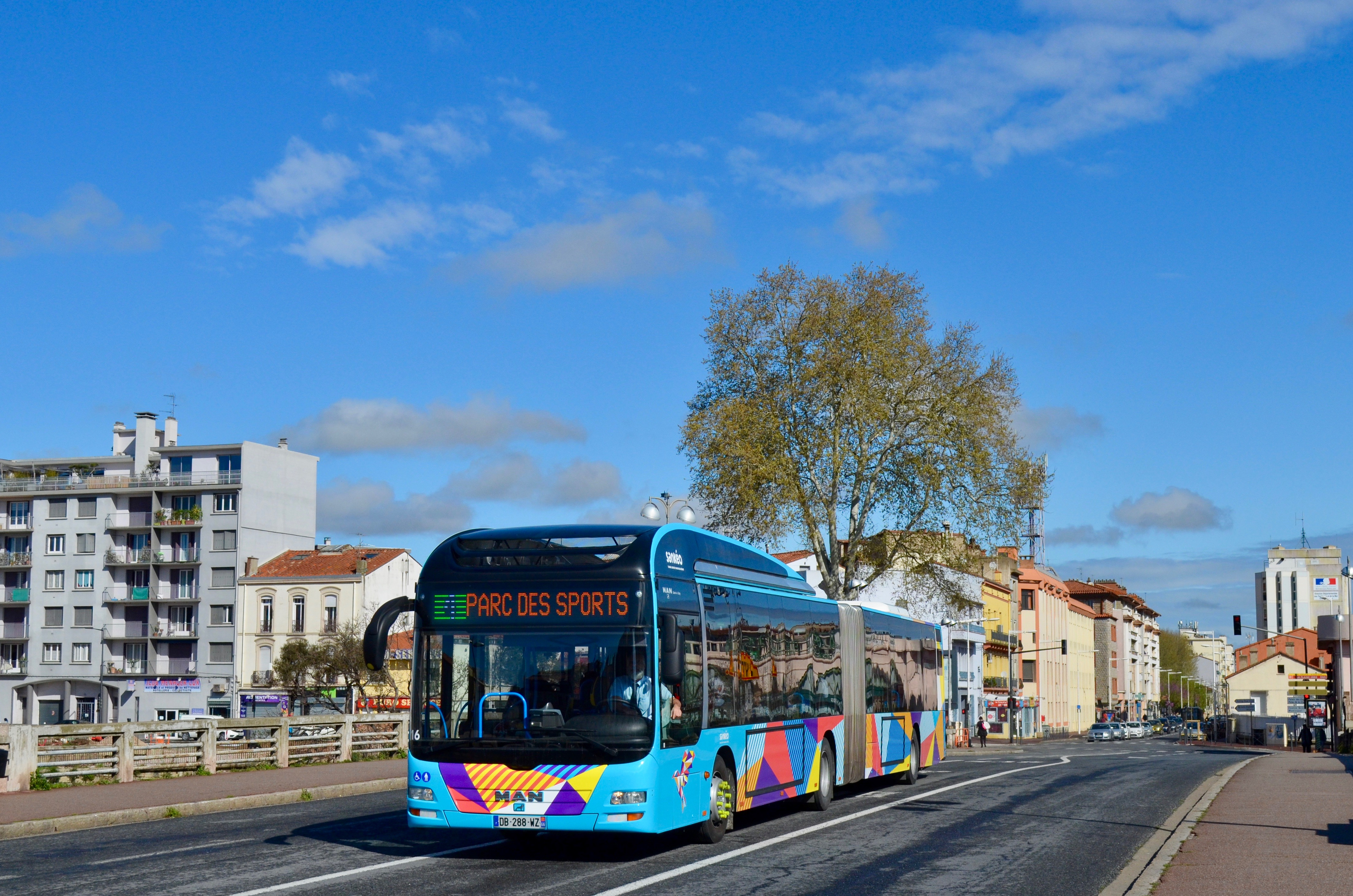
Un autobus MAN Lion's City G du réseau Sankéo de Perpignan en 2018.

Sankéo est le nom commercial du réseau de transports urbains de Perpignan Méditerranée Métropole. Exploité par Keolis depuis 2022, ce réseau compte une trentaine de lignes régulières d'autobus, ainsi que du transport à la demande.
Avant 2022, ce réseau était exploité par la Compagnie de Transports Perpignan Méditerranée (CTPM), filiale de la Corporation française de transports.
Le tramway de Perpignan circulait dans la ville et vers Rivesaltes et Canet-en-Roussillon de 1900 à 1955. Le trolleybus de Perpignan lui succéda jusqu'en 1968.

### Autres réseaux
Il existe d'autres réseaux de transports en commun urbains dans le département, certains dans des communes n'ayant pas le statut d'autorités organisatrices de la mobilité (AOM).
En voici une liste (non exhaustive) :
- L'Argelésien (Argelès-sur-Mer ; payant)[8]
- Navette Laurentine (Saint-Laurent-de-la-Salanque ; gratuite)[9] ;
- Navette municipale & Esti'Navette (Banyuls-sur-Mer ; gratuites)[10] ;
- Navettes urbaine et thermale (Le Boulou ; gratuites)[11],[12] ;
- Navette Amélia (Amélie-les-Bains-Palalda ; payante)[13].

## Modes actifs
Le département est traversé par plusieurs voies vertes, véloroutes et sentiers de grande randonnée.